# نوردلدا
نوردلدا (به آلمانی: Nordleda) یک شهر در آلمان است که در لاند هادلن (زامتگمایند) واقع شده‌است. نوردلدا ۱٬۱۶۰ نفر جمعیت دارد.